# Allium eldivanense
Allium eldivanense là một loài thực vật có hoa trong họ Amaryllidaceae. Loài này được Özhatay mô tả khoa học đầu tiên năm 1986.